# Polysphincta rufipes
Polysphincta rufipes är en stekelart som beskrevs av Johann Ludwig Christian Gravenhorst 1829. Polysphincta rufipes ingår i släktet Polysphincta och familjen brokparasitsteklar. Arten är reproducerande i Sverige. Inga underarter finns listade i Catalogue of Life.